# Hexatoma (Eriocera) sachalinensis
Hexatoma (Eriocera) sachalinensis is een tweevleugelige uit de familie steltmuggen (Limoniidae). De soort komt voor in het Palearctisch gebied.